# Ховсеп Рокосян
Ховсеп Арк Рокосян (на арменски: Յովսէփ Արք Ռոքոսեան) е арменски духовник, епископ на Арменската католическа църква.

## Биография
Роден е на 15 май 1848 година в османската столица Цариград. През юли 1871 година е ръкоположен за свещеник. На 1 октомври 1911 година е назначен за титулярен охридски архиепископ и за викарен епископ на Киликийската патриаршия. На 22 октомври 1911 година е ръкоположен за епископ от киликийския патриарх Богос Бедрос XIII Терзиян в съслужение с мараския архиепископ Аведис Бедрос XIV Арпарян и мардинския архиепскоп Хусиг Гулиян. На 29 юни 1928 година е избран и на 1 юли 1928 година е утвърден за константинополски архиепископ.
Умира на 8 юни 1931 година.